# Василь Кісіль і Партнери
Юридична фірма «Василь Кісіль і Партнери» — українська юридична фірма, старшим партнером якої був Кисіль Василь Іванович.

## Історія
Наприкінці 1980-х років, група студентів факультету міжнародних відносин та міжнародного права Київського університету ім. Шевченка звернулася до Кисіля, який читав курс порівняльного цивільного права і міжнародного приватного права, з пропозицією щодо практичної реалізації предмету з огляду на виникнення можливостей для зовнішньоекономічної діяльності окремих підприємств, яка до цього була державною монополією. Так утворюється гурток з міжнародного приватного права, члени якого — Олег Макаров, Геннадій Цірат, Юрій Храпай і Павло Рябікін — разом зі своїм вчителем В. І. Кисілем у 1987 році почали працювати в статусі студентського кооперативу, який було названо «Юрзовнішсервіс». Назва була у дусі того часу, з акцентом за наданні юридичних консультацій («юр» і «сервіс») підприємствам, що мали на меті здійснювати зовнішньоекономічну діяльність («зовніш»). Це був «один із перших в Україні кооперативів з надання юридичних послуг, тому що на той час це було єдиною можливою формою здійснення приватної підприємницької діяльності». Через деякий час засновники «Юрзовнішсервіс» прийняли рішення йти різними шляхами, і так у 1992 році в незалежній Україні було засновано товариство з обмеженою відповідальністю «Василь Кісіль і Партнери», а в 2003 році партнери фірми об'єдналися в адвокатське об'єднання.

## Галузі практики
Є провідною багатопрофільною українською юридичною фірмою з міжнародною та національною практикою. Компанія супроводжує знакові трансграничні та локальні проекти, консультуючи великих вітчизняних і світових корпоративних клієнтів, включаючи багато компаній з Fortune 500. Штат фірми — понад 70 працівників, більше 300 діючих клієнтів з 50 країн світу.
З 2017 року виступає в якості генерального юридичного партнеру щорічної конференції «Ефективне Управління Агрокомпаніями» (LFM)

## Визнання
Фірму відносять до найбільш рекомендованих українських юридичних фірм міжнародні видання The Legal 500, PLC Which Lawyer?, Chambers and Partners, IFLR 1000, а також українські профільні видання.

## Ключові особи
- Кисіль Василь Іванович (1948—2019) — український юрист, доктор юридичних наук, професор кафедри міжнародного приватного права Київського національного університету імені Тараса Шевченка, старший партнер фірми. Був членом Асоціації правників України та Міжнародної асоціації юристів (IBA).[18]

- Керівним партнером з 2015 року є Андрій Стельмащук.[19]